# Citripestis sagittiferella
Citripestis sagittiferella là một loài bướm đêm trong chi Citripestis. Loài này được Moore vào mô tả năm 1891. Loài này được tìm thấy ở Indonesia, Malaysia, Singapore và Thái Lan.
Loài này ăn các loài thuộc chi cam chanh Citrus và được xem là một loài gây hại. Sâu con sau khi nở ra sẽ bắt đầu đục từ dưới đáy trái cây cam chanh bưởi và luồn sâu vào trong ruột. Vì vậy các loại thuốc trừ sâu coi như vô hiệu với loại sâu này. Khi sâu đến tuổi thứ 5 thì chui ra ngoài, rơi xuống đất trở thành nhộng, sau đó nở thành bướm và tiếp tục vòng đời của chúng. Ấu trùng có màu cam đến nâu đỏ tối với đầu màu nau tối. Chúng dài đến 20 mm.